# Wolfgang Müller (Kulturpolitiker)

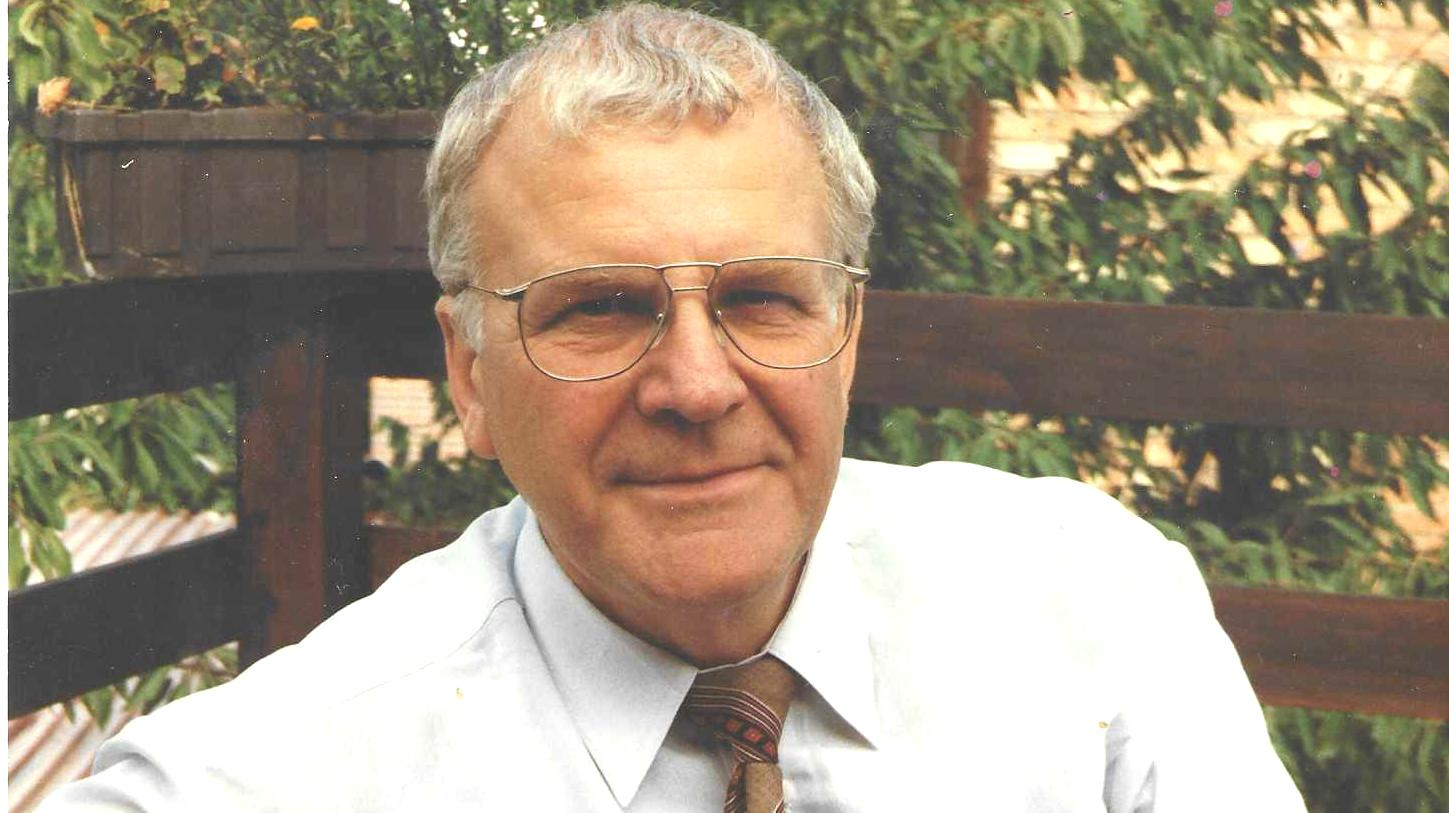
Wolfgang Friedrich Arno Müller

Wolfgang Friedrich Arno „Wolf“ Müller (* 10. September 1935 in Dresden; † 26. November 2019 in Ilmenau) war von 1991 bis 1996 Beauftragter für Kultur der Landesvertretung Thüringens in Bonn. Dann wechselte er als Leiter des Thüringenreferats in die Erfurter Staatskanzlei und ging im Jahr 2000 als Ministerialrat in den Ruhestand. Danach setzte er seine kulturellen Aktivitäten, die vor der Zeit als Kulturbeauftragter vor allem auf musikalischem Gebiet lagen, besonders in der Goethe-Gesellschaft fort.

## Leben und Wirken

### Bis 1991
Müller lebte zunächst in Dresden, ab 1939 in Berlin. Nach dem Kriegsende zog die Familie 1945 nach Pirna, wo seine Eltern ein Sägewerk geerbt hatten. Dort verlor er 1948 beim Spielen das obere Glied des rechten Zeigefingers. Da der Klavierunterricht nicht mehr möglich war, begann er mit dem Cello zu musizieren. Während seines Studiums hatte er als Cellist erste Auftritte mit einem kleinen Musizierkreis in Ilmenau und Umgebung.
Nach der Konfirmation war er über die Junge Gemeinde in einen Kirchenchor gekommen und mit seiner guten Bassstimme wurde er ein begeisterter und bis in sein hohes Alter geschätzter Chorsänger. Wegen seines christlichen Bekenntnisses fiel er 1953 zunächst durchs Abitur, das ihm jedoch nach dem 17. Juni im Zeichen des „Neuen Kurses“ der SED „nachgereicht“ wurde – ebenso wie vielen Gleichgesinnten. Durch diese Verzögerung bekam er allerdings den von ihm begehrten Chemie-Studienplatz nicht mehr. Im Februar 1954 begann er daher ein Studium an der neu gegründeten Hochschule für Elektrotechnik Ilmenau mit der Spezialisierungsrichtung Elektrochemie/Galvanotechnik. Diese Fachrichtung bestimmte auch seine dortige Assistenten- und Oberassistenten-Tätigkeit bis 1991.
Nach dem Diplom (1959 „mit Auszeichnung“) wurde er zunächst als politisch unzuverlässig von einem ersten Betrieb abgelehnt und kam dann für zwei Jahre im VEB Automobilwerk Eisenach unter. Dort gelangte er im Arbeiter-Sinfonieorchester mit dem Cello ans 1. Pult, was als „Bewährung in der sozialistischen Industrie“ zur Wiederaufnahme durch die Ilmenauer Hochschule beitrug.
1961 wurde er in Ilmenau mit der Physiotherapeutin Lore Luise Zimmermann getraut. Die beiden Töchter wurden 1963 und 1966 geboren.
1967 gründete er einen „Instrumentalkreis der Technischen Hochschule“. Daraus ging 1970 mit professioneller Hilfe ein Kammerorchester hervor, das 1979 den Max-Reger-Preis und 1988 den Preis für künstlerisches Volksschaffen 1. Klasse erhielt. Er leitete es bis 1991

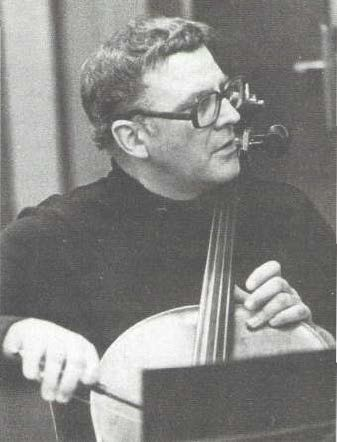
Wolfgang (Rufname Wolf) Müller

Nach seiner Promotion zum Doktoringenieur absolvierte Müller 1969/70 im Rahmen eines „Kaderentwicklungsplans“ der Hochschule ein achtmonatiges Zusatzstudium an der Akademie der Wissenschaften in Moskau. Wegen seiner kirchlichen Bindungen trat er in die Blockpartei CDU ein, wodurch die von „Nomenklatur-Kadern“ erwartete SED-Mitgliedschaft unmöglich wurde. Aus diesem Grund wurde 1971 der Kaderentwicklungsplan gestrichen und nur seine Unentbehrlichkeit für das Kammerorchester sorgte für den Verbleib an der Hochschule. 
1972 wurde Müller Mitglied der Zentralen Kommission Musik des Kulturbundes und 1976 durch den Kulturminister in die Zentrale Arbeitsgemeinschaft Sinfonie/Kammermusik der DDR berufen. Bis 1990 organisierte er ca. 250 Museums- und Kirchenkonzerte sowie einschlägige Vorträge in Ilmenau.
Die neuen Möglichkeiten ab 1990 wurden als „Botschaft aus der Goetheregion Ilmenau“ durch ein von ihm initiiertes musikalisch-literarischen Programm wahrgenommen. Mit seinem Streichquartett des Kammerorchesters und Vortrag von Lehrkräften zu „Goethe und Ilmenau“ wurden u. a. die beiden westdeutschen Partnerstädte besucht. Im Kontakt mit dem Bund Deutscher Liebhaberorchester BDLO wurde im April 1991 der Landesverband Thüringer Liebhaberorchester gegründet. Der Initiator Wolfgang Müller wurde Präsident und behielt dieses mit vielen Aktivitäten verbundene Amt bis 2017, als er es aus Gesundheitsgründen abgab, ebenso wie viele andere Aufgaben.

### Von 1991 bis 2000: Im Thüringischen Staatsdienst
Der erste frei gewählte Rektor der Ilmenauer Hochschule überschrieb 1991 eine ausführliche Würdigung im Hochschulblatt mit

„Doktoringenieur, Cellist, Kulturpolitiker – Dr. Wolfgang Müller geht von Ilmenau nach Bonn“

Er wurde als Referent für Kultur in die Bonner Landesvertretung des Freistaates Thüringen und als dessen Vertreter im Kulturausschuss des Bundesrates berufen. Neben einer Vielzahl an Vorträgen, Ausstellungen und Konzerten organisierte er die alljährlichen sommerlichen Straßenfeste vor der Landesvertretung.
Sein musikalisch-literarisches Programm mit der „Botschaft aus der Goetheregion Ilmenau“ wurde 1992 auch in Bonn geboten, wo er 1993 eine weitere Ortsvereinigung der internationalen Goethe-Gesellschaft gründete und bis 1997 leitete.
In diese Zeit fallen seine Gründungen des Landesmusikrates Thüringen, des Landesverbandes Thüringer Liebhaberorchester im Bundesverband Deutscher Liebhaberorchester, des Thüringer Kunstvereins und des Thüringer Heimatbundes. 1995 war er Mit-Gründer des Fördervereins Denkmalpflege in Thüringen e.V.  und wurde sein Schriftführer sowie der Redakteur des jährlichen Denkmalheftes zur zentralen Thüringer Denkmaltour.
1996 wechselte er als Leiter des Thüringenreferats in die Erfurter Staatskanzlei. Dort initiierte er beispielsweise 1997 die 1. Thüringer Landesausstellung zum 250. Todesjahr von J. S. Bach im Jahr 2000 in Erfurt. Als stellvertretender Vorsitzender der „Academia Musicalis Thuringiä“ übernahm er 1999 die ehrenamtliche Leitung des alljährlichen Festivals Alter Musik „Güldener Herbst“ in Thüringen.
Im Zusammenhang mit der Nominierung Weimars als „Liste der Europäischen Kulturhauptstädte“ zum Goethejahr 1999 hatte er einen Übersetzerkongress in Erfurt zu organisieren mit Exkursion nach Ilmenau, seiner Heimatstadt. Dort war er maßgeblich an der Organisation des Festaktes und der vorbereitenden Publikationen beteiligt. Auch initiierte er mit der Ilmenauer Ortsvereinigung und dem Thüringer Hauptstaatsarchiv eine Ausstellung über „Goethes amtliche Tätigkeit“.

### Im Ruhestand
Im Jahr 2000 ging Müller in den Ruhestand und engagierte sich noch stärker ehrenamtlich. Von 2000 bis 2006 war er Vorsitzender, später Schatzmeister der „Academia Musicalis Thuringiä“ (AMT e.V.). 2003 gründete er in Ilmenau die Jakobusstiftung zur Erhaltung und Unterhaltung der Kirche St. Jakobus in Ilmenau. Im Auftrag der Landesregierung übernahm Müller nach der Insolvenz des Thüringer Bachfestivals 2004 die Neugründung des Thüringer Bachwochen e.V.
Bei den Weimarer Hauptversammlungen der Goethe-Gesellschaft konzipierte und realisierte er mehrere Exkursionen. Von 2003 bis 2011 gehörte er dem Vorstand dieser internationalen Gesellschaft an. Bei der Goethe-Sommerschule für Schüler sowie beim Internationalen Goethe-Sommerkurs für Studenten war er von 2004 bis 2014 Lehrender.
Als eine die letzten Lebensjahre beherrschende Aufgabe übernahm Müller 2006 den Vorsitz im „Förder- und Freundeskreis Goethemuseen und Goethe-Gesellschaft Ilmenau-Stützerbach e.V.“, kurz „Goethe-Verein“ genannt. Die heutige Attraktivität des Ensembles Goethemuseum (Stützerbach) mit seiner ist vor allem diesem Förderverein zu verdanken.
2013 konnte eine gute Zwischenbilanz unter dem Motto „50 Jahre Ortsvereinigung Ilmenau der Goethegesellschaft“ gezogen werden. Die umfangreiche Vereins-Festschrift erschien unter Redaktion des Vorsitzenden, der 4 der insgesamt 7 Beiträge verfasste.  In seine „Ergänzungen zur Geschichte der Ortsvereinigung bis 1999“ einbezogen war ab 2006 seine „Ortvereinigung Ilmenau-Stützerbach“, in die Ilmenaus Ortsvereinigung übergegangen war. Zu deren Kontinuität hatte er 1991 durch das Initiieren eines Kulturvereins beigetragen, in den sie integriert werden konnte.

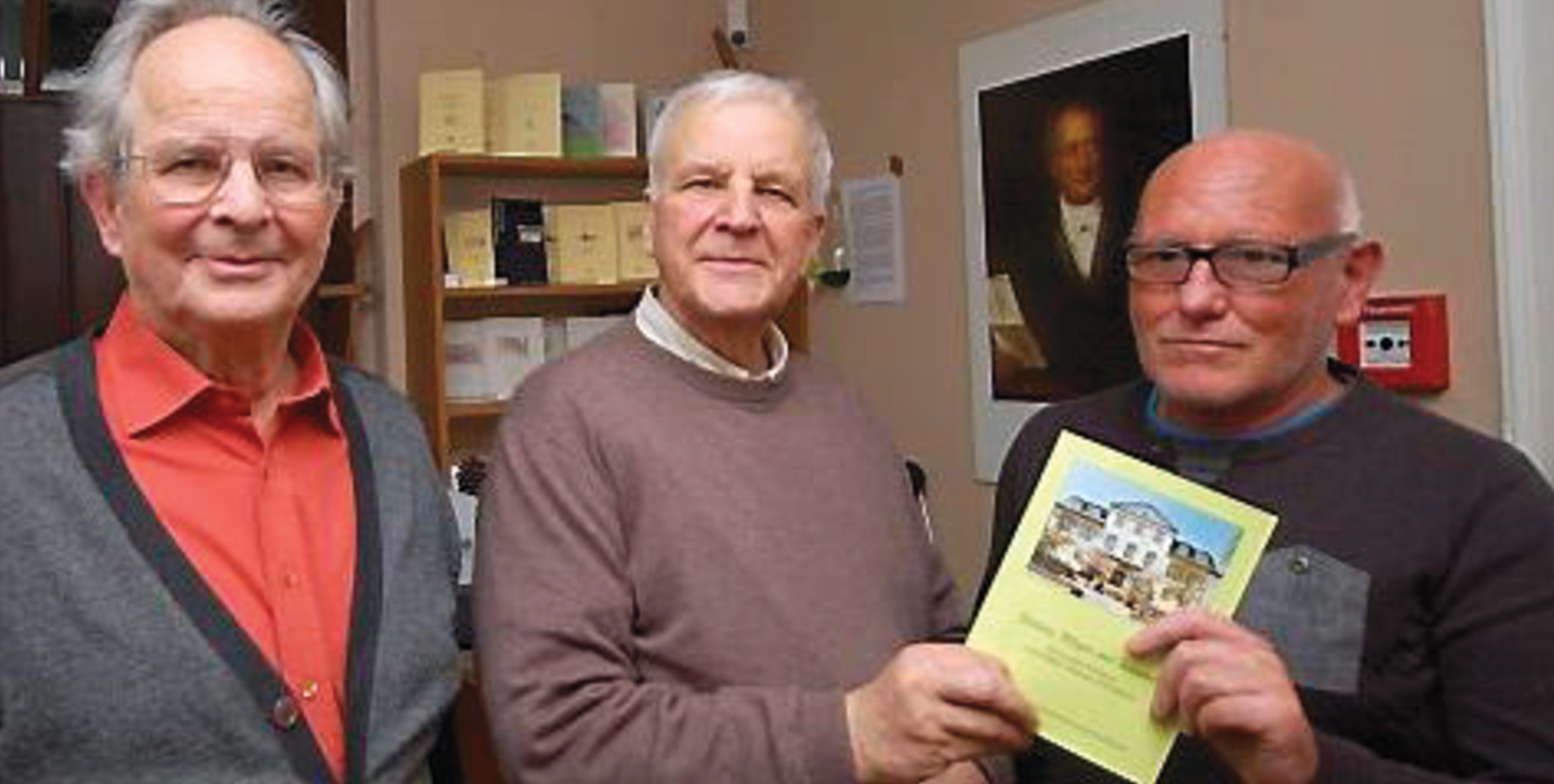
Wolfgang Müller (Mitte) übergibt dem Stützerbacher Bürgermeister Frank Juffa die 2013er Festschrift zu 50 Jahren Ortsvereinigung. Links Müllers Vorgänger Heinrich Arnold.

Wolfgang Müller sah für „die gesamte, im wahrsten Sinne arkadisch zu nennende Liegenschaft“ einschließlich der bis zum Wald hinauf reichenden „Wiesen mit Quelle, Bach und Teichen … nahezu ideale Nutzungsmöglichkeiten!“ Für eine einsturzgefährdete, historische Scheune hinter dem Museum wurde ein Ersatzbau konzipiert. Für diese „Goethe-Kulturscheune“ wurden 350 000 € Spenden- und Fördergelder eingeworben. Sie wird für Veranstaltungen und Ausstellungen vielfach genutzt.
2017 musste Wolfgang Müller aus Gesundheitsgründen sein Vorstands-Amt abgeben – ebenso wie viele andere Aufgaben. Nachdem er am 26. November 2019 in Ilmenau verstorben war, erschien im Dezember im Namen des Goethevereins und der Ortsvereinigung ein Nachruf
unter dem Titel

„Unermüdlicher Streiter für Kunst, Kultur und Goethe.“

Er gilt für das gesamte vom kulturellen Engagement geprägte Schaffen Wolfgang Müllers, das in vielen dadurch geförderten Vereinigungen und Institutionen lebendig fortwirkt.

## Ehrungen
- Verdienstorden des Landes Thüringen. (Liste: 2011)
- Ehrenmitglied der Weimarer Goethe-Gesellschaft[12] Laudatio auf Herrn MinR a. D. Dr. Wolfgang Müller (Ilmenau) zur Verleihung der Ehrenmitgliedschaft, von Hans-Joachim Kertscher. In: Goethe-Gesellschaft (Hrsg.): Goethe-Jahrbuch (GJb). Band 130, 2013, S. 339–341., der Ilmenauer und der Bonner Ortsvereinigung sowie der Academia Musicalis Thuringiae[13]
- Das Akademische Orchester der TU Ilmenau ernannte ihn zum Ehrenvorsitzenden[2]
- Gedenktafel des Goethe-Vereins vom 28. August 2022 an der Stützerbacher Kulturscheune an das Wirken seines Ehrenmitglieds bei deren Wiederaufbau.[14]

## Werke
- Wolfgang Müller: Beiträge zur elektrolytischen Abscheidung des Kobalts unter besonderer Berücksichtigung des Sulfamatelektrolyten und der physikalischen Eigenschaften der Niederschläge. Hrsg.: TH Ilmenau, Fakultät für Starkstromtechnik. Ilmenau 22. Juni 1967, DNB 482242531 (135 S., Dissertation, verteidigt am 27. November 1966).
- Res severa –verum gaudium. Als einleitender Beitrag über die ersten 25 Jahre des Ilmenauer Universitäts-Orchesters.[2]
- Redaktion und mehrere Einzelbeiträge der Festschrift des Goethe-Vereins von 2013.[8]

## Patentanmeldungen (Auswahl)
- Verfahren zur galvanischen Abscheidung einer Magnetspeicherschicht mit senkrechter Anisotropie. Patent DD 3195758, Miterfinder: Heinz Liebscher, Andreas Weinmeister
- Verfahren zur elektrolytischen Metallabscheidung bei erzwungener Konvektion. Patent DD 3181631 vom 21. Juli 1988, Miterfinder: Heinz Liebscher, Andreas Weinmeister, Wolfgang Sülzner